# عصوية ذهبية للكروي المفصلي
عصوية ذهبية للكروي المفصلي (الاسم العلمي: Chryseobacterium arthrosphaerae) هي نوع من البكتيريا، سلبية الغرام، تتبع جنس عصوية ذهبية.